# Dendrobathypathes isocrada
Dendrobathypathes isocrada är en korallart som beskrevs av Opresko 2002. Dendrobathypathes isocrada ingår i släktet Dendrobathypathes och familjen Schizopathidae. Inga underarter finns listade i Catalogue of Life.